# Dolores Batres de Zea
Dolores Batres de Zea (Guatemala, 23.III.1920 - † Guatemala, 29.VII.1977) fue una compositora, educadora, soprano y directora de coros guatemalteca. 

## Trayectoria
Fue integrante fundadora del Coro Guatemala, hoy Coro Nacional de Guatemala, solista de la Ópera Nacional y directora fundadora del coro femenino "Arrullo". su inspirada actividad como maestra de música a nivel primario y pre-primario durante 27 años de docencia resultó en una gran cantidad de canciones infantiles y arreglos de canciones tradicionales. Su estilo tonal hace referencia a la música folclórica de su país. Obtuvo éxito internacional en las giras por México y los Estados Unidos que realizó frente a su coro femenino. 

## Obras

### Obras vocales y corales
- Folleto de ocho canciones para coro mixto. Guatemala: Dirección General de Bellas Artes.
- Ronda de canciones. 30 canciones para párvulos. Guatemala: Editorial del Ministerio de Educación pública.
- Indita morena
- Flor de Pascua
- Jugando con la música
- Arrullo
- Chapincita
- Canción de la fraternidad
- 18 canciones recreativas para todos los niveles
- Antología de la canción infantil guatemalteca

### Escritos
- Evolución de la música coral a través de la Historia. Guatemala: Editorial José de Pineda Ibarra, 1962.
- Manual para un director de coros. Guatemala: Editorial San Antonio.
- Tratado sobre el desarrollo del Programa de Educación Musical. Guatemala: Editorial San Antonio.